# Bezledy
Bezledy [bɛˈzlɛdɨ] (tiếng Đức: Beisleiden) là một ngôi làng thuộc khu hành chính của Gmina Bartoszyce, thuộc huyện Bartoszycki, Warmińsko-Mazurskie, ở phía bắc Ba Lan, gần biên giới với tỉnh Kaliningrad của Nga. Nó nằm khoảng 10 kilômét (6 mi) về phía tây bắc của Bartoszyce và 62 km (39 mi) phía bắc thủ đô khu vực Olsztyn.

## Lịch sử
Một Phổ Cũ lâu đài mang tên Beselede, tài sản của Natangian quý tộc Posdraupote, lần đầu tiên được đề cập trong một biên niên sử của Teutonic Order trong năm 1274, khi lâu đài đã bị bao vây bởi Sudovians. Ngôi làng được nhắc đến như một khu định cư của người Phổ cũ vào năm 1338 và năm 1400 là tài sản của Philipp von Beisleiden với kích thước 20 "Hufen", một thước đo vuông của Hiệp sĩ Teutonic. Trong suốt cuộc Chiến tranh đói Ba Lan-Teutonic năm 1414, khu định cư đã bị quân Ba Lan phá hủy, họ đã giết chết 3 người và gây ra thiệt hại 300 Mark. Philipp von Beisleiden là người ủng hộ Liên đoàn Phổ, người chống lại sự cai trị của Hiệp sĩ Teutonic. Năm 1484, gia đình von Prömock, một gia đình quý tộc gốc Phổ, được nhắc đến với tư cách là chủ sở hữu của ngôi làng, tồn tại đến năm 1671. Sau một thời gian liên tục thay đổi địa chủ, Beewayiden đã được Ludwig von Oldenburg mua lại vào năm 1801, người có gia đình sở hữu trang viên cho đến năm 1945. Ngôi nhà trang viên đã bị phá hủy hoàn toàn vào năm 1945.
Cho đến năm 1945 khu vực này là một phần của Đức tỉnh Đông Phổ, Beisleiden bị chiếm đóng bởi các Xô Hồng quân trong tháng 2 năm 1945 trong suốt chiến dịch đông phổ. Sau Thế chiến II, khu vực này được đặt dưới sự quản lý của Ba Lan theo Thỏa thuận Potsdam sau chiến tranh. Người Đức đã chạy trốn hoặc bị trục xuất và thay thế bằng người Ba Lan bị trục xuất khỏi khu vực Ba Lan do Liên Xô sáp nhập hoặc buộc phải định cư tại khu vực thông qua Chiến dịch Vistula năm 1947.
Ngôi làng có dân số 470 và là điểm qua biên giới chính giữa Nga và Ba Lan (Bezledy/Bagrationovsk).

## Cư dân đáng chú ý
- Elard von Oldenburg-Januschau (1855 Từ1937), chính trị gia